# Mike Skinner (Musiker)

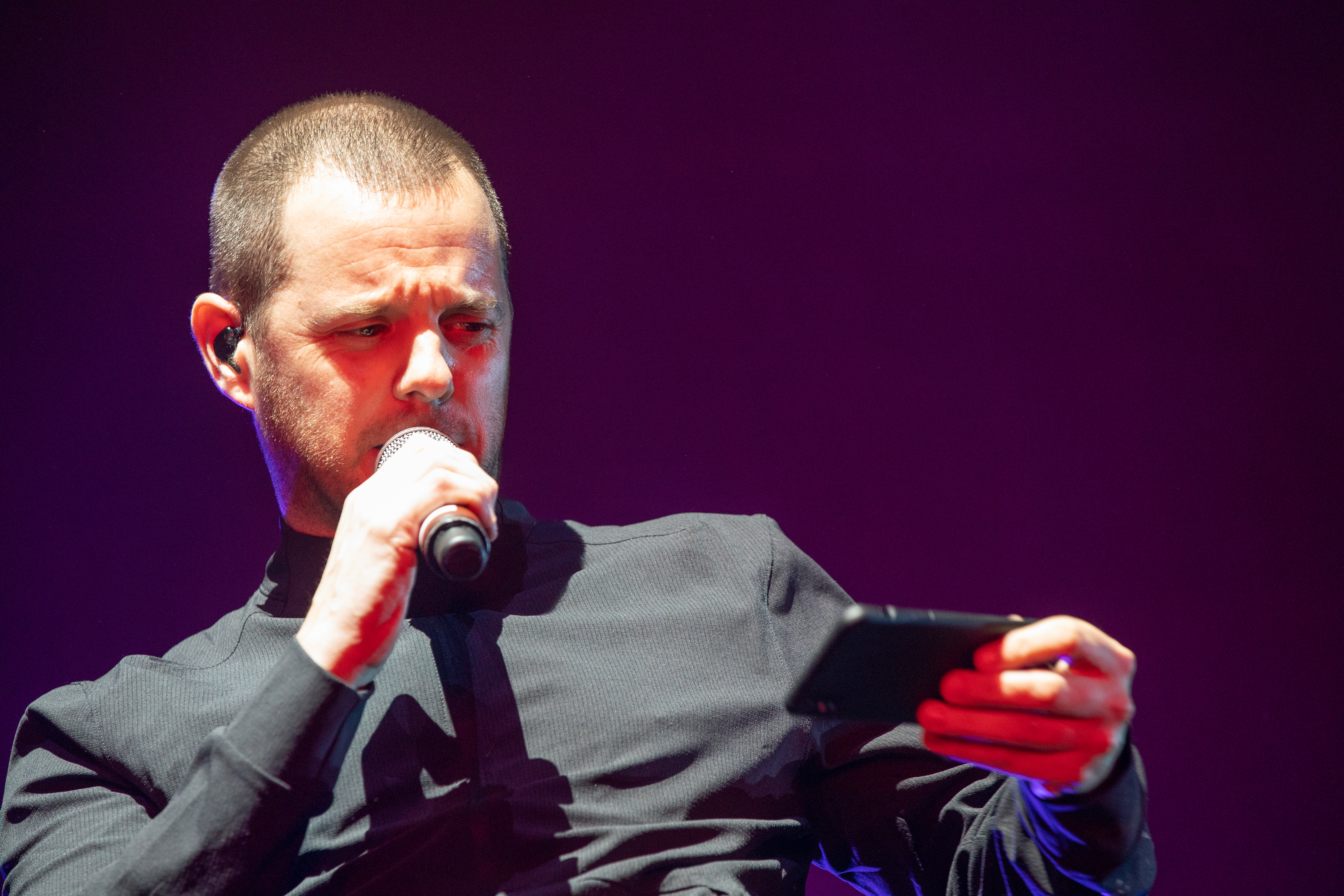
Mike Skinner auf dem Glastonbury Festival (2019)

Michael Geoffrey „Mike“ Skinner (* 27. November 1978 in London-Barnet) ist ein englischer Rapper, Musiker und Produzent, der vor allem unter dem Namen seines Rap-Projektes The Streets bekannt geworden ist. Weitere musikalische Nebenprojekte sind Grafiti und The Beats, wobei Letzteres auch der Name seines eigenen Plattenlabels ist.
Den Künstlernamen „The Streets“ wählte Mike Skinner, weil ihm authentische Musik wichtig ist – mit Texten, die alltägliche Lebensumstände reflektieren, eben music from the streets („Musik von der Straße“).

## Leben
Skinner wurde in Barnet, einem Nord-Londoner Stadtbezirk, geboren und zog im Alter von fünf Jahren nach West Heath, Birmingham. Seine Herkunft beschreibt er selbst mit: „Barratt-Klasse: vorstädtische Eigenheimsiedlungen, nicht arm, aber auch nicht reich, wirklich langweilig“ (in Anspielung auf Barratt Developments, eine der größten britischen Baufirmen, spezialisiert auf Wohneigentum). Als The Streets rappt er in Cockney, dem traditionellen Dialekt der englischen Arbeiterklasse.
Im Alter von fünf Jahren besaß er sein erstes Keyboard. Als Teenager baute er sich in seinem Schlafzimmer ein kleines Aufnahmestudio auf. Zusammen mit einer Reihe anderer Rapper aus dem Birminghamer Stadtteil West Heath begann Skinner, Hip-Hop- und Garage-Stücke zu komponieren.

## Karriere

### Beginn
Ende der 1990er arbeitete Skinner in Fast-Food-Restaurants, um sich sein eigenes Plattenlabel aufbauen zu können. Nebenher schickte er Demotapes an Plattenfirmen. Ende 2000 beschloss das Label Locked On, das zuvor schon mit The Artful Dodger featuring Craig David Erfolge gefeiert hatte, Skinners Single Has It Come to This zu veröffentlichen.
Um seine Karriere besser verfolgen zu können, siedelte Skinner von Birmingham in den Stadtteil Brixton im London Borough of Lambeth über.

### Durchbruch
Die Single Has It Come to This bedeutete den Durchbruch von The Streets. Sie erreichte 2001 die Top 20 der britischen Singlecharts.
Für sein Debütalbum Original Pirate Material aus dem Jahr 2002 wollte Skinner Garage-Musik weiterentwickeln und die Lebensstile britischer Jugendlicher reflektieren. Es entwickelte sich zu einem gleichermaßen von den Kritikern gelobten wie auch kommerziell erfolgreichen Album. In Großbritannien wurde das Album für den renommierten Mercury Music Prize nominiert. Das einflussreiche Musikmagazin NME nahm es in die Liste der fünf besten Alben des Jahres 2002 auf. Im selben Jahr wurde The Streets bei den BRIT Awards für das beste Album, als bester Urban Act, als bester Nachwuchskünstler und als bester männlicher Künstler nominiert.
Original Pirate Material erreichte in den britischen Albumcharts Platz 12. Alle drei ausgekoppelten Singles Don’t Mug Yourself, Has It Come to This und Let’s Push Things Forward erreichten die Top 40.
Der Erfolg in seinem Heimatland verhalf Skinner Ende 2002 zu einer Veröffentlichung seines Albums in den USA durch die Plattenfirma Vice/Atlantic. Auch dort wurde es von den Kritikern gelobt. Die Musikmagazine und Zeitungen Rolling Stone, Spin Magazine, The New York Times, Blender, USA Today und die Los Angeles Times bezeichneten Original Pirate Material als eines der Alben des Jahres. In den Electronic Charts des Billboard-Magazins stieg das Album Anfang 2003 bis auf Platz 2 und erreichte in den Independent- und den Heatseeker-Charts jeweils die Top 20.
Neben seinem Musikprojekt The Streets sorgte Skinner auch unter seinen Aliassen Grafiti (mit der Single What Is the Problem?) und The Beats (mit der Single The Cigarette Beat) für Aufsehen.
Im Mai 2004 erschien das zweite Album von The Streets. A Grand Don’t Come for Free ist ein Konzeptalbum und erzählt vom Verlust von 1.000 Pfund Sterling und seinen Versuchen, das Geld wiederzufinden, aber auch von den Höhen und Tiefen einer Beziehung. Das Album erreichte im Juli 2004 Platz 1 der britischen Albumcharts.
Die erste ausgekoppelte Single Fit But You Know It stieg in den britischen Singlecharts auf Platz 4 ein und wurde zu seiner bis dahin erfolgreichsten Single. Diesen Erfolg konnte er mit der Single Dry Your Eyes noch steigern. Sie erreichte am 31. Juli 2004 Platz 1 der britischen Charts. Es folgte Blinded by the Lights im September 2004.
Am 7. April 2006 erschien das dritte Album The Hardest Way to Make an Easy Living. Die erste Single-Auskopplung daraus hieß When You Wasn’t Famous. Als zweite Single-Auskopplung erschien Never Went to Church.
Am 25. Juli 2006 übertraf Mike Skinner den Rekord des längsten Musikvideos der Welt. Das 20 Minuten lange Video, produziert für den 25. Geburtstag von MTV, ist zwei Minuten länger als der bisherige Spitzenreiter, Thriller von Michael Jackson. Das Video stellt das Lied Deluded in My Mind vor und wurde als Doppelsingle mit Pranging Out, zur Unterstützung der Staying Alive Foundation, einer HIV/AIDS-Stiftung, veröffentlicht. Das Musikvideo wurde am 1. August auf MTV Overdrive präsentiert.
Am 15. September 2008 erschien das vierte Studioalbum Everything Is Borrowed in Großbritannien. Am 26. September ist es auch in Deutschland erschienen. Bereits einige Monate vor der Veröffentlichung stand auf der offiziellen Homepage der Song The Escapist vom neuen Album zum kostenlosen Download bereit. Laut Mike Skinner verbreitet das Album eine „freundlichere, positive Stimmung“ im Vergleich zum eher düsteren The Hardest Way to Make an Easy Living.
Ab April 2009 veröffentlichte Skinner über Twitter bisher insgesamt 15 neue Songs. Zu dem Song He’s Behind You, He’s Got Swine Flu wurde außerdem ein Video veröffentlicht.
In dem Album The Twitter werden u. a. Skinners Eindrücke zur kommenden Vaterschaft verarbeitet sowie zukünftige Perspektiven betrachtet.

### Ende von The Streets

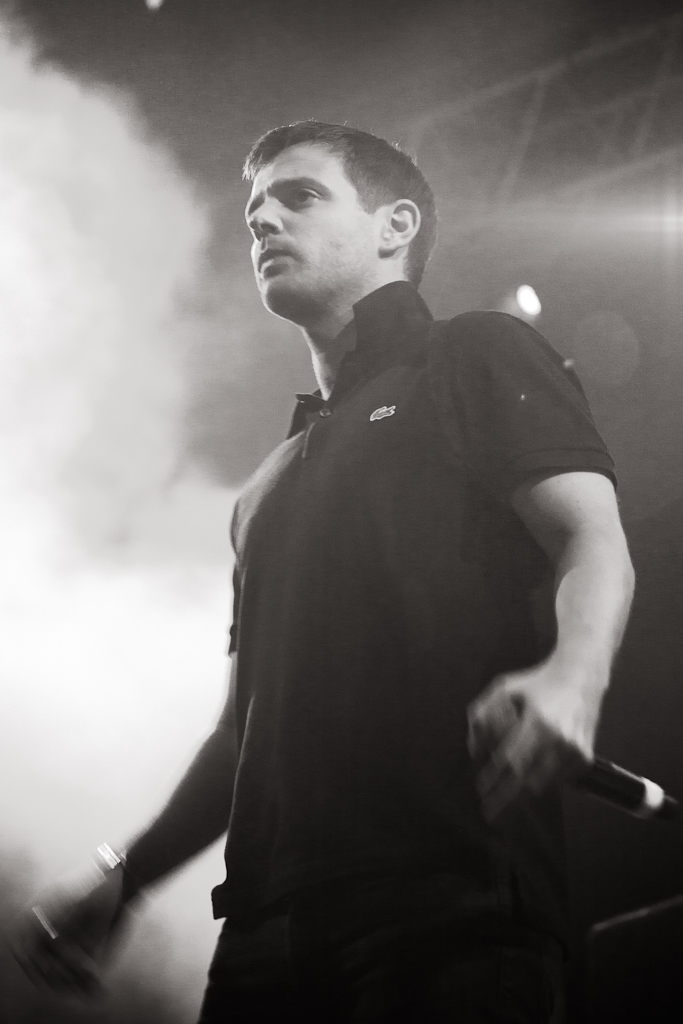
Mike Skinner bei einem Konzert, Sydney (2011)

Bereits Ende 2010 gab Skinner bekannt, dass das nächste Album Computers and Blues sein letztes unter dem Namen The Streets sein würde, da ihm dazu die Ideen ausgegangen seien. Er wolle sich auf eine Karriere im Filmgeschäft konzentrieren. Ab Januar 2011 gab er 14 Lieder als kostenlosen Download frei, die als Album den Titel Cyberspace and Reds tragen. Im gleichen Monat gab sein Management bekannt, dass Mike Skinner nicht mehr als The Streets auftreten wird.
Am 8. Februar 2011 erschien das Album Computers and Blues im Vereinigten Königreich. Wie bereits erwartet wurde, sind auf diesem Album drei Titel des vorhergegangenen Albums The Twitter, namentlich Outside Inside, Blip on a Screen und der Song Trust Me. Als letzte Veröffentlichung von The Streets präsentierte er den Titel Close the Book (exklusiv als kostenlosen Download im Internet) in Anlehnung an Turn the Page, dem ersten Titel auf seinem Debüt-Album Original Pirate Material.
In seinem 2012 erschienenen Buch The Story of The Streets schildert Mike Skinner seinen musikalischen Werdegang.

### Rückkehr von The Streets
Am 9. Oktober 2017 kündigte Mike Skinner eine Live-Reunion-Tour von The Streets für das Jahr 2018 an. Ihr erstes Konzert werden sie am 11. April 2018 in Berlin spielen.
Am 22. Dezember 2017 veröffentlichte Mike Skinner unangekündigt die Single Burn Bridges auf den gängigen Streamingplattformen, die als B-Seite den Song Sometimes I Hate My Friends More Than My Enemies enthält. Am 31. Januar 2018 folgte die Single If You Ever Need to Talk I’m Here.
Am 8. Mai 2020 wurde die neue Single Where the F*&K Did April Go veröffentlicht. In dem Song verarbeitet Skinner seinen Frust über den Lockdown in der Corona-Pandemie in Großbritannien.

## Plattenlabel The Beats
Im Dezember 2007 stellte Skinner die Aktivitäten seines erst 2005 gegründeten Labels The Beats ein, bei dem unter anderen Professor Green und Example unter Vertrag standen. Allerdings wurde das Unternehmen inzwischen wieder unter dem Namen „Mike Skinner Ltd.“ in Betrieb genommen; im April 2012 (UK) erschien dort die Single Bad News von Elro in Zusammenarbeit mit The D.O.T. Hinter The D.O.T. stehen die Musiker Robert Harvey von The Music und Mike Skinner.

## Diskografie

### Studioalben
| Jahr | Titel                                         | Höchstplatzierung, Gesamtwochen, AuszeichnungChartplatzierungen (Jahr, Titel, Platzierungen, Wochen, Auszeichnungen, Anmerkungen) | Höchstplatzierung, Gesamtwochen, AuszeichnungChartplatzierungen (Jahr, Titel, Platzierungen, Wochen, Auszeichnungen, Anmerkungen) | Höchstplatzierung, Gesamtwochen, AuszeichnungChartplatzierungen (Jahr, Titel, Platzierungen, Wochen, Auszeichnungen, Anmerkungen) | Höchstplatzierung, Gesamtwochen, AuszeichnungChartplatzierungen (Jahr, Titel, Platzierungen, Wochen, Auszeichnungen, Anmerkungen) | Höchstplatzierung, Gesamtwochen, AuszeichnungChartplatzierungen (Jahr, Titel, Platzierungen, Wochen, Auszeichnungen, Anmerkungen) | Anmerkungen                                                       |
| Jahr | Titel                                         | DE | AT | CH | UK | US | Anmerkungen                                                       |
| ---- | --------------------------------------------- | --- | --- | --- | --- | --- | ----------------------------------------------------------------- |
| 2002 | Original Pirate Material                      | DE93 (1 Wo.)DE | — | — | UK10 ×2Doppelplatin · (81 Wo.)UK                                                                                                  | — | Erstveröffentlichung: 25. März 2002 in DE erst 2022 in den Charts |
| 2004 | A Grand Don’t Come for Free                   | DE25 (10 Wo.)DE | AT24 (11 Wo.)AT | CH34 (7 Wo.)CH | UK1 ×4Vierfachplatin · (54 Wo.)UK                                                                                                 | US82 (4 Wo.)US | Erstveröffentlichung: 17. Mai 2004                                |
| 2006 | The Hardest Way to Make an Easy Living        | DE25 (3 Wo.)DE | AT42 (3 Wo.)AT | CH19 (5 Wo.)CH | UK1 Gold · (11 Wo.)UK | US68 (2 Wo.)US | Erstveröffentlichung: 10. April 2006                              |
| 2008 | Everything Is Borrowed                        | DE58 (1 Wo.)DE | AT64 (2 Wo.)AT | CH19 (5 Wo.)CH | UK7 Gold · (5 Wo.)UK | US154 (1 Wo.)US | Erstveröffentlichung: 15. September 2008                          |
| 2011 | Computers and Blues                           | DE45 (1 Wo.)DE | — | CH18 (3 Wo.)CH | UK8 (5 Wo.)UK | — | Erstveröffentlichung: 7. Februar 2011                             |
| 2020 | None of Us Are Getting Out of This Life Alive | DE30 (1 Wo.)DE | — | CH22 (1 Wo.)CH | UK2 (2 Wo.)UK | — | Erstveröffentlichung: 10. Juli 2020                               |
| 2023 | The Darker the Shadow the Brighter the Light  | DE57 (1 Wo.)DE | — | — | UK7 (1 Wo.)UK | — | Erstveröffentlichung: 13. Oktober 2023                            |

### EPs
- 2003: All Got Our Runnins
- 2011: Cyberspace and Reds

### Singles
| Jahr | Titel Album                                                   | Höchstplatzierung, Gesamtwochen, AuszeichnungChartplatzierungen (Jahr, Titel, Album, Platzierungen, Wochen, Auszeichnungen, Anmerkungen) | Höchstplatzierung, Gesamtwochen, AuszeichnungChartplatzierungen (Jahr, Titel, Album, Platzierungen, Wochen, Auszeichnungen, Anmerkungen) | Höchstplatzierung, Gesamtwochen, AuszeichnungChartplatzierungen (Jahr, Titel, Album, Platzierungen, Wochen, Auszeichnungen, Anmerkungen) | Höchstplatzierung, Gesamtwochen, AuszeichnungChartplatzierungen (Jahr, Titel, Album, Platzierungen, Wochen, Auszeichnungen, Anmerkungen) | Anmerkungen                                                          |
| Jahr | Titel Album                                                   | DE | AT | CH | UK | Anmerkungen                                                          |
| ---- | ------------------------------------------------------------- | --- | --- | --- | --- | -------------------------------------------------------------------- |
| 2001 | Has It Come to This? Original Pirate Material                 | — | — | — | UK18 Gold · (9 Wo.)UK | Erstveröffentlichung: 8. Oktober 2001                                |
| 2002 | Let’s Push Things Forward Original Pirate Material            | — | — | — | UK30 (4 Wo.)UK | Erstveröffentlichung: 15. April 2002 feat. Kevin Mark Trail          |
| 2002 | Weak Become Heroes Original Pirate Material                   | — | — | — | UK27 (3 Wo.)UK | Erstveröffentlichung: 22. Juli 2002                                  |
| 2002 | Don’t Mug Yourself Original Pirate Material                   | — | — | — | UK21 Silber · (4 Wo.)UK | Erstveröffentlichung: 21. Oktober 2002                               |
| 2004 | Fit but You Know It A Grand Don’t Come for Free               | DE85 (4 Wo.)DE | — | — | UK4 Platin · (14 Wo.)UK | Erstveröffentlichung: 26. April 2004                                 |
| 2004 | Dry Your Eyes A Grand Don’t Come for Free                     | DE53 (9 Wo.)DE | AT5 (20 Wo.)AT | — | UK1 Platin · (14 Wo.)UK | Erstveröffentlichung: 26. Juli 2004                                  |
| 2004 | Blinded By the Lights A Grand Don’t Come for Free             | DE63 (6 Wo.)DE | — | — | UK10 Gold · (10 Wo.)UK | Erstveröffentlichung: 4. Oktober 2004                                |
| 2004 | Could Well Be In A Grand Don’t Come for Free                  | — | — | — | UK30 (5 Wo.)UK | Erstveröffentlichung: 6. Dezember 2004                               |
| 2005 | Routine Check A Breath of Fresh Attire                        | — | — | — | UK42 (2 Wo.)UK | Erstveröffentlichung: März 2005 mit The Mitchell Brothers & Kano     |
| 2005 | Nite Nite Home Sweet Home                                     | — | — | — | UK25 (7 Wo.)UK | Erstveröffentlichung: September 2005 mit Leo the Lion & Kano         |
| 2006 | When You Wasn’t Famous The Hardest Way to Make an Easy Living | — | AT74 (1 Wo.)AT | — | UK8 (8 Wo.)UK | Erstveröffentlichung: 30. März 2006                                  |
| 2006 | Never Went to Church The Hardest Way to Make an Easy Living   | — | — | — | UK20 (6 Wo.)UK | Erstveröffentlichung: 5. Juni 2006                                   |
| 2006 | Prangin’ Out The Hardest Way to Make an Easy Living           | — | — | — | UK25 (5 Wo.)UK | Erstveröffentlichung: September 2006 feat. Peter Doherty             |
| 2008 | Everything Is Borrowed                                        | — | — | CH87 (2 Wo.)CH | UK37 (3 Wo.)UK | Erstveröffentlichung: September 2008                                 |
| 2023 | Mike (Desert Island Duvet) –                                  | — | — | — | UK78 (1 Wo.)UK | Erstveröffentlichung: 3. März 2023 feat. Fred Again & Dermot Kennedy |

Weitere Singles
- 2011: OMG
- 2017: Burn Bridges
- 2018: If You Ever Need to Talk I’m Here
- 2018: Boys Will Be Boys (feat. Jaykae)
- 2018: You Are Not the Voice in Your Head
- 2019: How Long's It Been (mit Flohio)
- 2019: Take Me as I Am (mit Chris Lorenzo)
- 2020: Call My Phone Thinking I’m Doing Nothing Better
- 2020: Where the F*$K Did April Go
- 2020: I Wish You Loved You as Much as You Love Him
- 2020: Falling Down (feat. Hak Baker)
- 2020: Difficult Times Freestyle
- 2021: Who’s Got the Bag (21st June)
- 2022: Wrong Answers Only (feat. Master Peace)
- 2023: Troubled Waters
- 2023: Too Much Yayo

## Auszeichnungen für Musikverkäufe
| Silberne Schallplatte - Vereinigtes Königreich - 2023: für die Single Take Me As I Am Goldene Schallplatte - Australien - 2003: für das Album Original Pirate Material - 2004: für das Album A Grand Don’t Come for Free - Dänemark - 2004: für das Album A Grand Don’t Come for Free - Irland - 2006: für das Album The Hardest Way to Make an Easy Living - Neuseeland - 2004: für das Album A Grand Don’t Come for Free - Schweden - 2005: für das Album A Grand Don’t Come for Free | Platin-Schallplatte - Europa - 2004: für das Album A Grand Don’t Come for Free |

Anmerkung: Auszeichnungen in Ländern aus den Charttabellen bzw. Chartboxen sind in ebendiesen zu finden.
| Land/RegionAuszeichnungen für Musikverkäufe (Land/Region, Auszeichnungen, Verkäufe, Quellen) | Silber     | Gold       | Platin     | Verkäufe    | Quellen                   |
| -------------------------------------------------------------------------------------------- | ---------- | ---------- | ---------- | ----------- | ------------------------- |
| Australien (ARIA)                                                                            | —          | 2× Gold2   | —          | 70.000      | aria.com.au               |
| Dänemark (IFPI)                                                                              | —          | Gold1      | —          | 20.000      | Einzelnachweise           |
| Europa (IFPI)                                                                                | —          | —          | Platin1    | (1.000.000) | ifpi.org                  |
| Irland (IRMA)                                                                                | —          | Gold1      | —          | 7.500       | irishcharts.ie            |
| Neuseeland (RMNZ)                                                                            | —          | Gold1      | —          | 7.500       | aotearoamusiccharts.co.nz |
| Schweden (IFPI)                                                                              | —          | Gold1      | —          | 30.000      | ifpi.se                   |
| Vereinigtes Königreich (BPI)                                                                 | 2× Silber2 | 4× Gold4   | 8× Platin8 | 4.400.000   | bpi.co.uk                 |
| Insgesamt                                                                                    | 2× Silber2 | 10× Gold10 | 9× Platin9 |             |                           |